# Pedro García Gimeno
Pedro García Gimeno (Alcira, Valencia, 1969) es un periodista español.
Actualmente cumple condena de 11 años de prisión por corrupción en el ente público Valenciano,su gran golpe fue durante la visita del Papa a la ciudad.Comenzó su carrera en la Agencia EFE y después siguió en la redacción del Diario ABC. Comenzó su actividad en la vida pública en el Ayuntamiento de Valencia, para pasar en 1995 a la Generalidad Valenciana. Fue Secretario de Comunicación del Gobierno de Francisco Camps en la Comunidad Valenciana y Director General de Prensa. En 2004 fue nombrado por Camps Director General de la Radio Televisión Pública Valenciana (RTVV), con la condición de suplente (del dimitido José Vicente Villaescusa), por no tener facultades el gobierno valenciano para su nombramiento, pues debería haber sido nombrado el Consejo de Daministración de la entidad. En 2009 dimitió, al tiempo que se daban a conocer nuevas informaciones sobre su vinculación en el denominado Caso Gürtel, en concreto durante la visita del Papa a Valencia en 2006.

## Implicación en el Caso Gürtel
Pedro García era Íntimo amigo del gerente de Orange Market, Álvaro Pérez, El Bigotes, uno de los implicado en la trama de sobornos Gürtel. Se le incluyó en la relación de quienes habían recibido regalos de los responsables de la trama, si bien el Tribunal Superior de Justicia de la Comunidad Valenciana no lo juzgó, como a Francisco Camps, Ricardo Costa, Víctor Campos o Rafael Berotet, por considerar que no era un funcionario público, y por tanto no estaba sujeto a responsabilidad por aceptar regalos. No obstante, poco después de su dimisión como Director General de RTVV, el juez del Tribunal Superior de Justicia de Madrid, Antonio Pedreira, que hubo de desgajar una pieza de la instrucción de la trama Gürtel en la Comunidad de Madrid por haber nuevos indicios de criminalidad de altos responsables políticos del Partido Popular de la Comunidad Valenciana, consideró que Pedro García, se había comportado con hechos:

... semejantes a los investigados en ese procedimiento y cuya investigación autónoma implicaría una visión parcial e incompleta de los mismos.[...] Dichos pagos podrían estar vinculados al contrato firmado por la televisión que dirigía [Pedro García] con una empresa cercana a Francisco Correa Sánchez y relacionado con la visita del Papa a Valencia en el año 2006 y sobre cuya contratación se ha encontrado numerosa documentación en la sede de la empresa del señor Correa

| Predecesor: José Vicente Villaescusa | Director General de RTVV 2004-2009 | Sucesor: José López Jaraba |